# U-boot tipus XIV
l'U-Boot tipus XIV va ser una modificació dels Tipus IX D, dissenyats per a reabastir altres U-Boots. Se'ls coneixia com a Milchkuh (Vaca lletera). Amb les seves grans dimensions el tipus XIV podia donar servei a altres submarins amb 430 tn. de combustible, 13 tn. d'oli de motor, quatre torpedes i menjar fresc que es conservava en frigorífics. També estaven equipades amb fleques per poder servir pa fresc a les tripulacions dels submarins als que donava servei. No tenia tubs llançatorpedes ni canó de coberta, només metralladores antiaèries.
El 1942 els tipus XIV van permetre que els Tipus VII C poguessin atacar la costa est dels Estats Units i del Canadà durant l'operació Repic de Tambor de la Batalla de l'Atlàntic. Les vaques lleteres van ser objectius prioritaris de la lluita antisubmarina dels Aliats, ja que enfonsant-ne un dificultava enormement les operacions dels tipus VIIC i els forçava a tornar abans a les bases per reomplir-se de subministraments. La informació obtinguda per les intercepcions Ultra sobre les seves rutes de navegació i posició, i la millora de la cobertura de aèria i de radar a l'Atlàntic nord va eliminar-ne la majoria durant el 1943.

## Disseny
Els tipus XIV havia de tenir una bona capacitat d'emmagatzematge tant de combustible, recanvis, torpedes i subministraments. Es va agafar com a base del disseny el Tipus IX D escurçant-lo, eixamplant-lo i fent-lo més alt, d'aquesta manera es tenia més capacitat i volum interior. També se'l va dotar d'una coberta plana per a facilitar les feines de reabastiment i càrrega de subministraments.
El nou disseny li permetia de transportar 430 tn. de combustible, 45 tn. de subministraments i 4 torpedes. A més disposava d'una fleca que podia produir 80 pans d'un kg. cada 10 hores.
El primer tipus XIV va ser avarat el setembre de 1941 i comissionat el març de 1942. Per fer la seva construcció més fàcil es van aprofitar components comuns amb el tipus VII. Entre ells el sistema de propulsió (motors dièsel, elèctrics i auxiliars), les escotilles, cabrestants, àncora i sistemes de bombeig. La torreta del tipus XIV era igual a la del tipus IX.
Tenien un desplaçament de 1.688 tones en superfície i 1.932 tones en immersió. Tenien una longitud total de 67,10 m, una eslora del casc de pressió de 48,51 m, un mànega de 9,35 m, un puntal de 11,70 m i un calat de 6,51 m. Els submarins eren propulsats per dos motors Germaniawerft de sis cilindres, sobrealimentats, de quatre temps, que produïen un total de 2.800–3.200 cavalls (2.060–2.350 kW; 2.760–3.160 CV) per a ser utilitzats en superfície, dos motors elèctrics Siemens-Schuckert 2 GU 345 / 38-8 de doble efecte que produïen un total de 750 cavalls (550 kW; 740 CV) per al seu ús submergit. Tenien dos eixos i dues hèlices. Les embarcacions podien operar a profunditats de fins a 240 metres.

## Armament
No disposava de tubs llançatorpedes
- 2 canons antiaeris 3.7 cm SK C/30 (37mm)
- 1 metralladora antiaèria 2 cm Flak 30 (20mm)